# Gungholmen

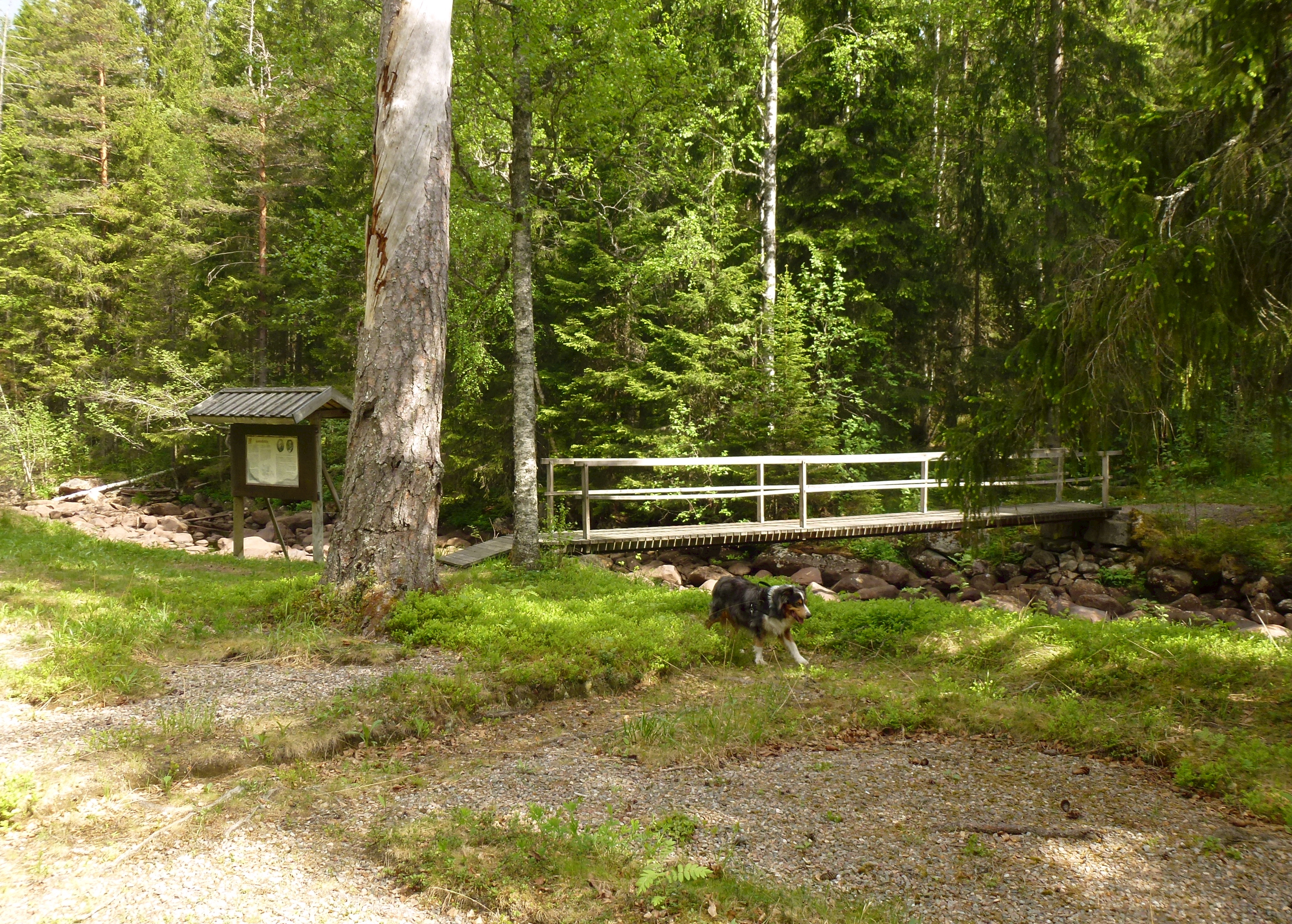
Gångbron till Gungholmen i maj 2013.

Gungholmen är en naturminnesmärkt park på en ö i Pajsoån i närheten av Vännebo, Ludvika kommun. Parken anlades på 1830-talet samtidigt med Nya Prästhyttan. Idag återstår ett litet lusthus och sju planterade initialer efter de familjer från Ludvika bruk och Nya Prästhyttan som nyttjade Gungholmen som rekreationsplats. Området ingår i Grangärde finnmark.

## Historik

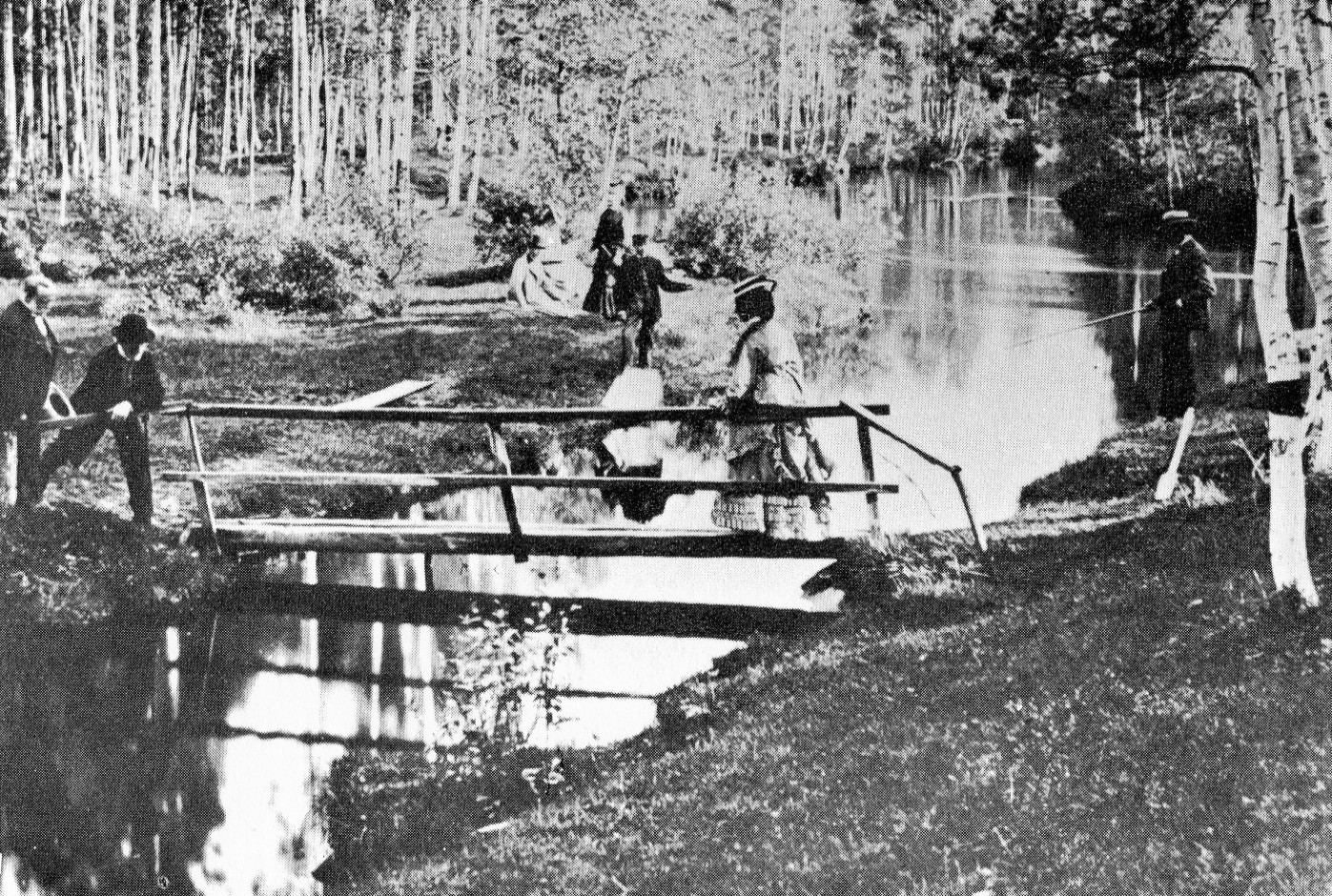
Gungholmen på 1870-talet.

Gungholmen anlades på en liten ö som bildades genom två förgreningar av Pajsoån. Namnet härrör troligen från att det en gång stått en gunga på platsen. Gungholmen och Nya Prästhyttan var ett omtyckt utflyktsmål för familjerna Roth, Wetterdal och Ekman från Ludvika bruk, ägare till den 1829 invigda Nya Prästhyttan. Hit kom familjerna för att njuta av naturen, bada, äta mat, fiska, spela och sjunga. 
På ön, som kunde nås via två små gångbroar, byggdes ett litet lusthus och anlades planteringar som föreställer sju initialer av bruksherrars och inspektörers namn, som ägt eller lett bruket vid Nya Prästhyttan. Då var bokstäverna planterade med all slags blommor.  Gungholmen nyttjades som rekreationsplats även långt efter att själva järnhanteringen hade lagts ner, vilket skedde 1853. 
Idag syns initialerna som stora bokstäver i gräs och blåbärsris, omgivna av grusgångar. Efter en ansökan av Dalarnas Hembygdsförening skyddas Gungholmen som ett fridlyst naturminne.

## Initialerna
- CR: Carl Edward Roth (1828-1898), ägare till Ludvika bruk.
- ER: Carl Emil Roth (1830-1885), bror till Carl Edward Roth och delägare i Ludvika bruk.
- W: Anders Wetterdal (1771-1840), brukspatron vid Ludvika bruk.
- IL: Isidor Langenberg, hade ekonomiska intressen i bruket.
- AIR: Augusta Jacobia Roth, född Setterwall (1806-1882), hustru till Carl Reinhold Roth och mor till Edward och Emil Roth.
- IPE: Jan Petter Ekman (1804-1889), långårig inspektor vid Ludvika bruk.
- WE: Wilhelmina Ekman, hustru till Jan Petter Ekman.

## Bilder initialer

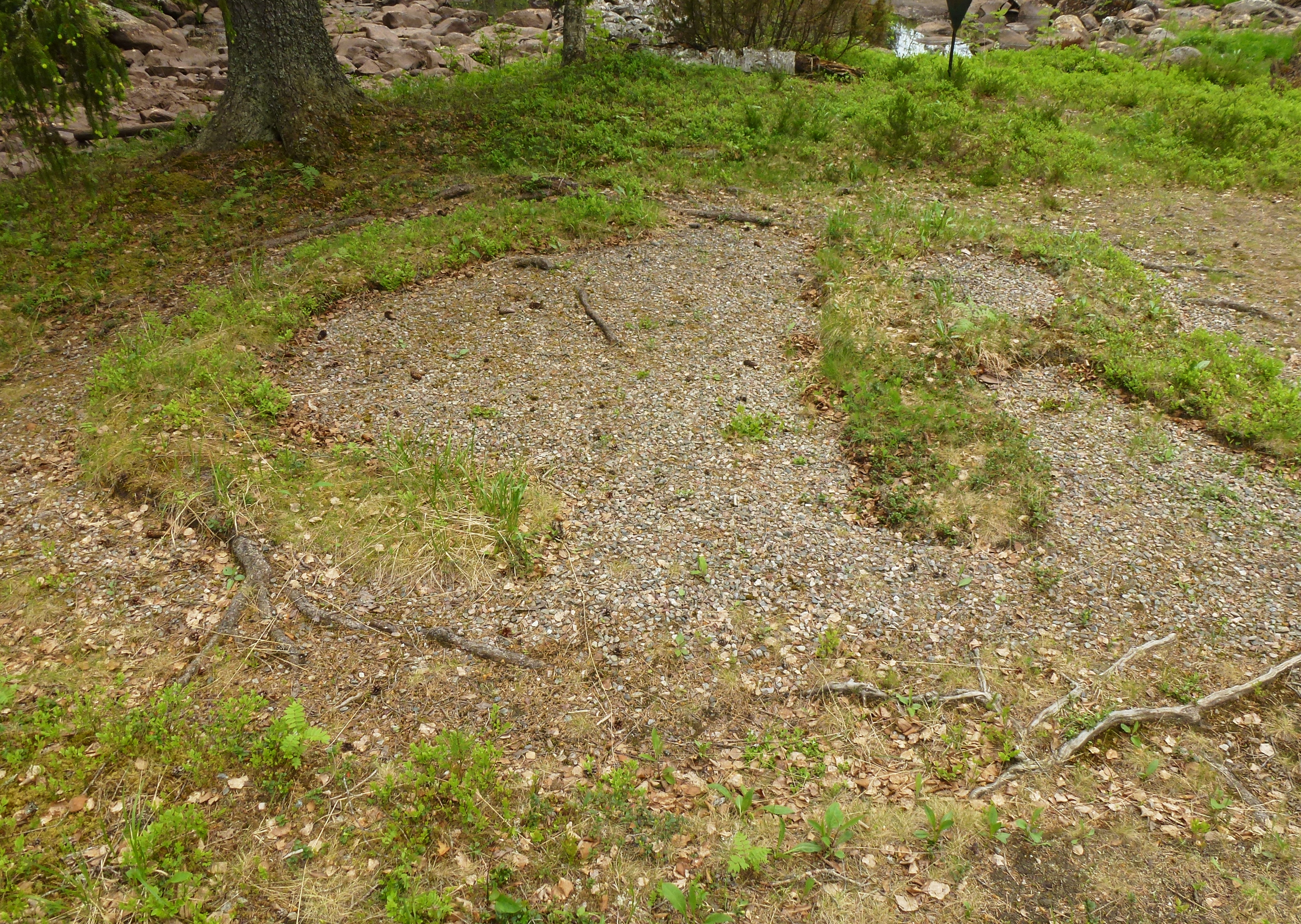
"CR" för Carl Edward Roth
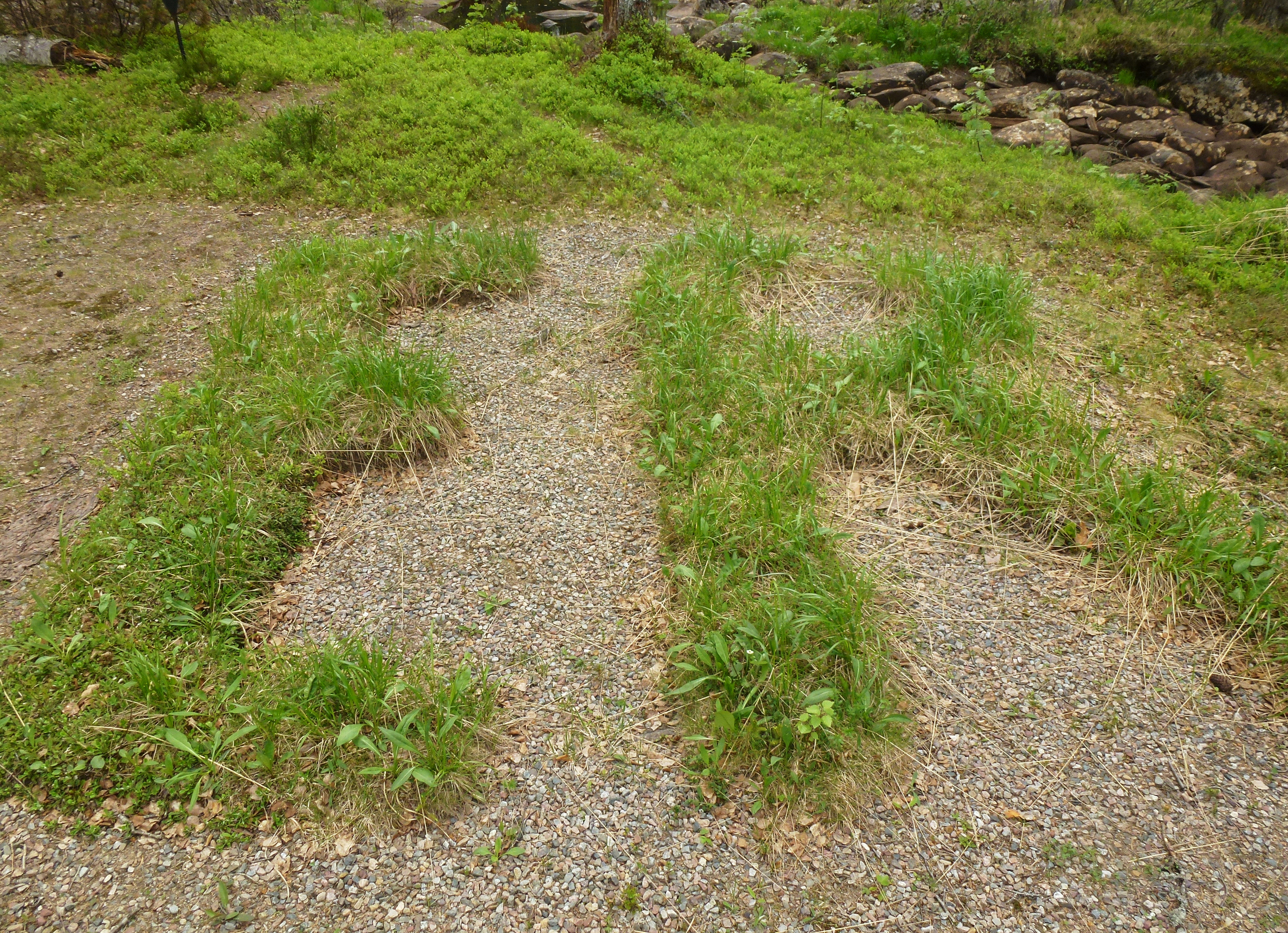
"ER" för Carl Emil Roth
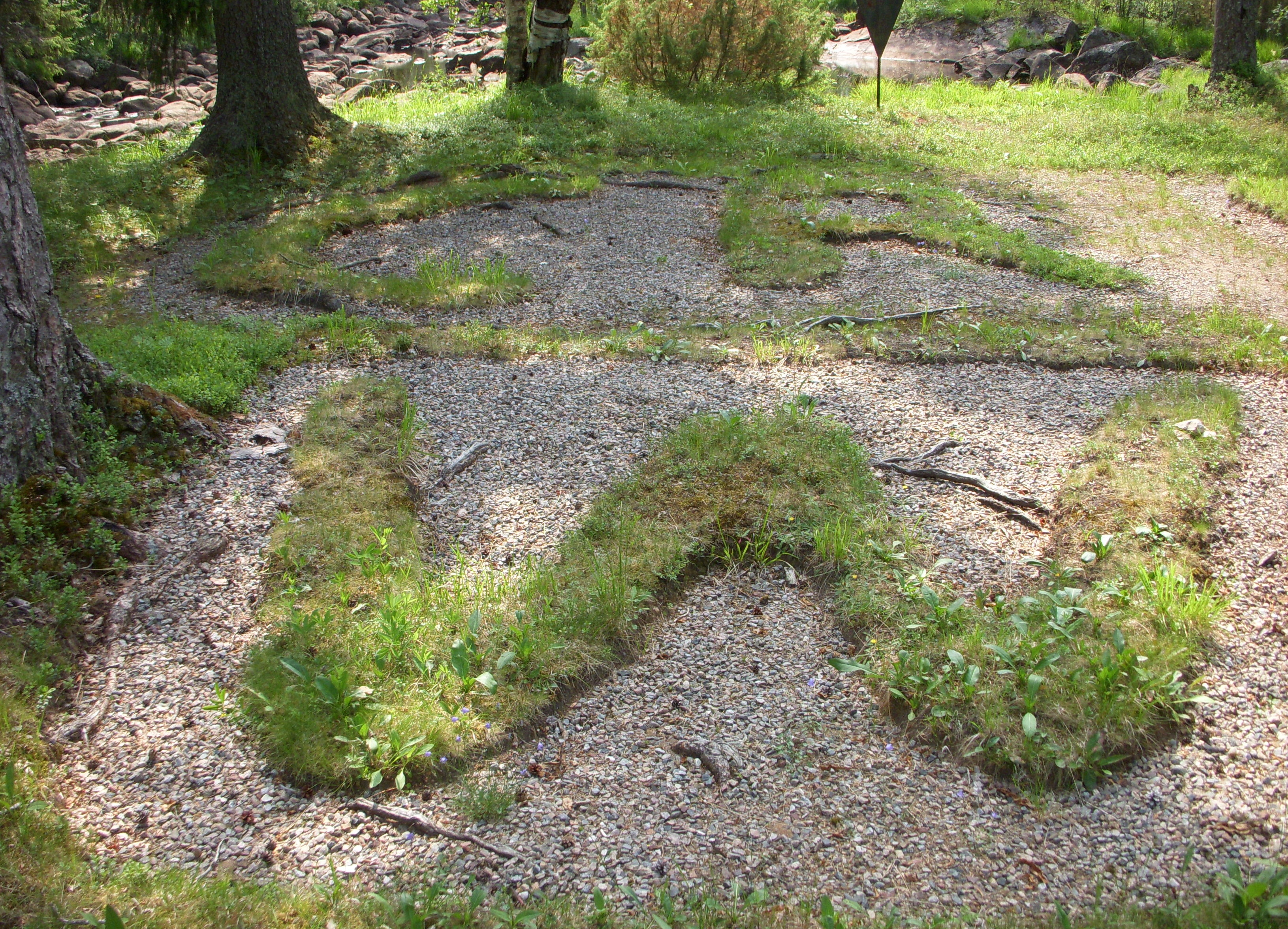
"W"för Patron Wetterdal
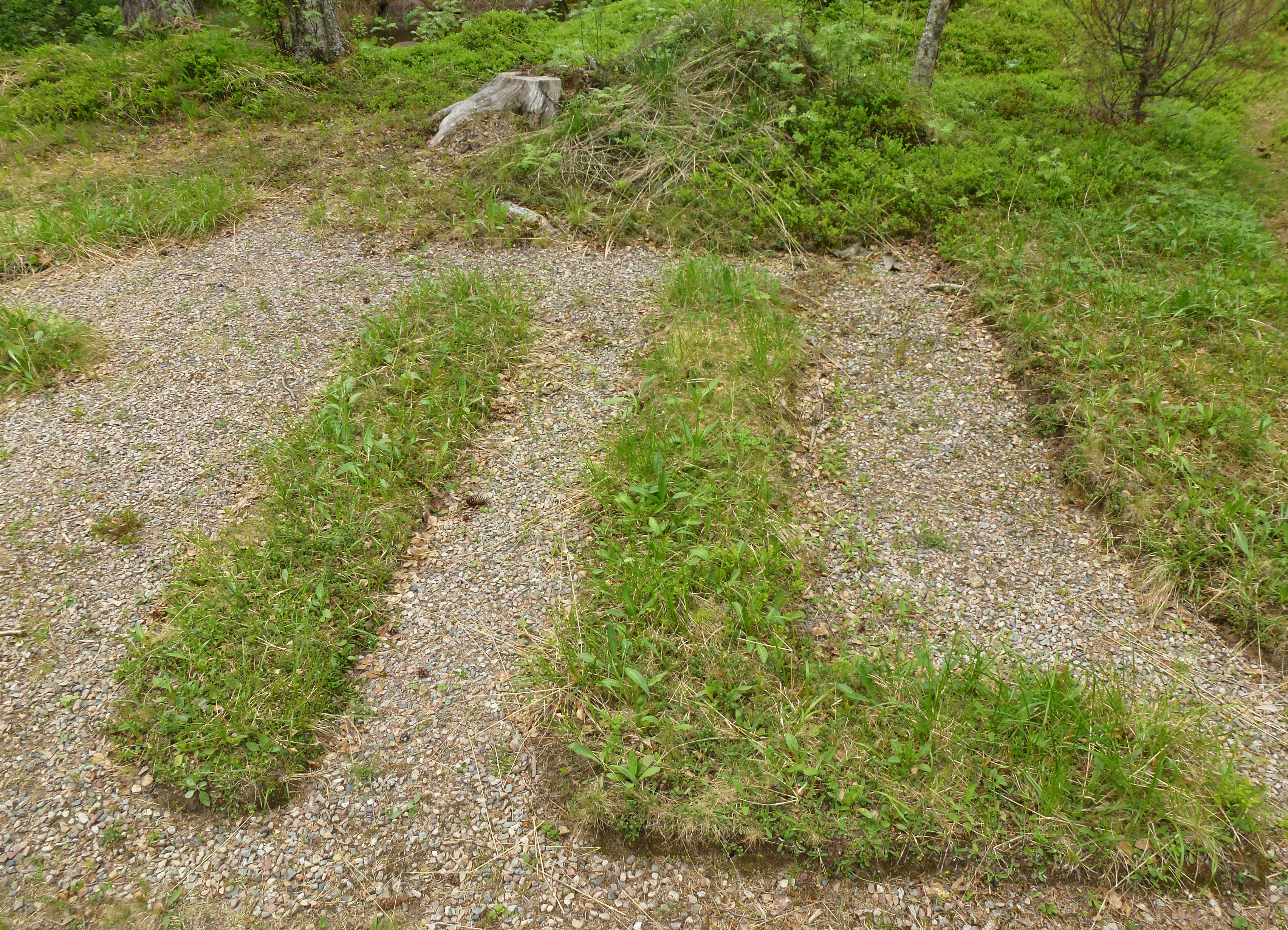
"IL" för Isidor Langenberg
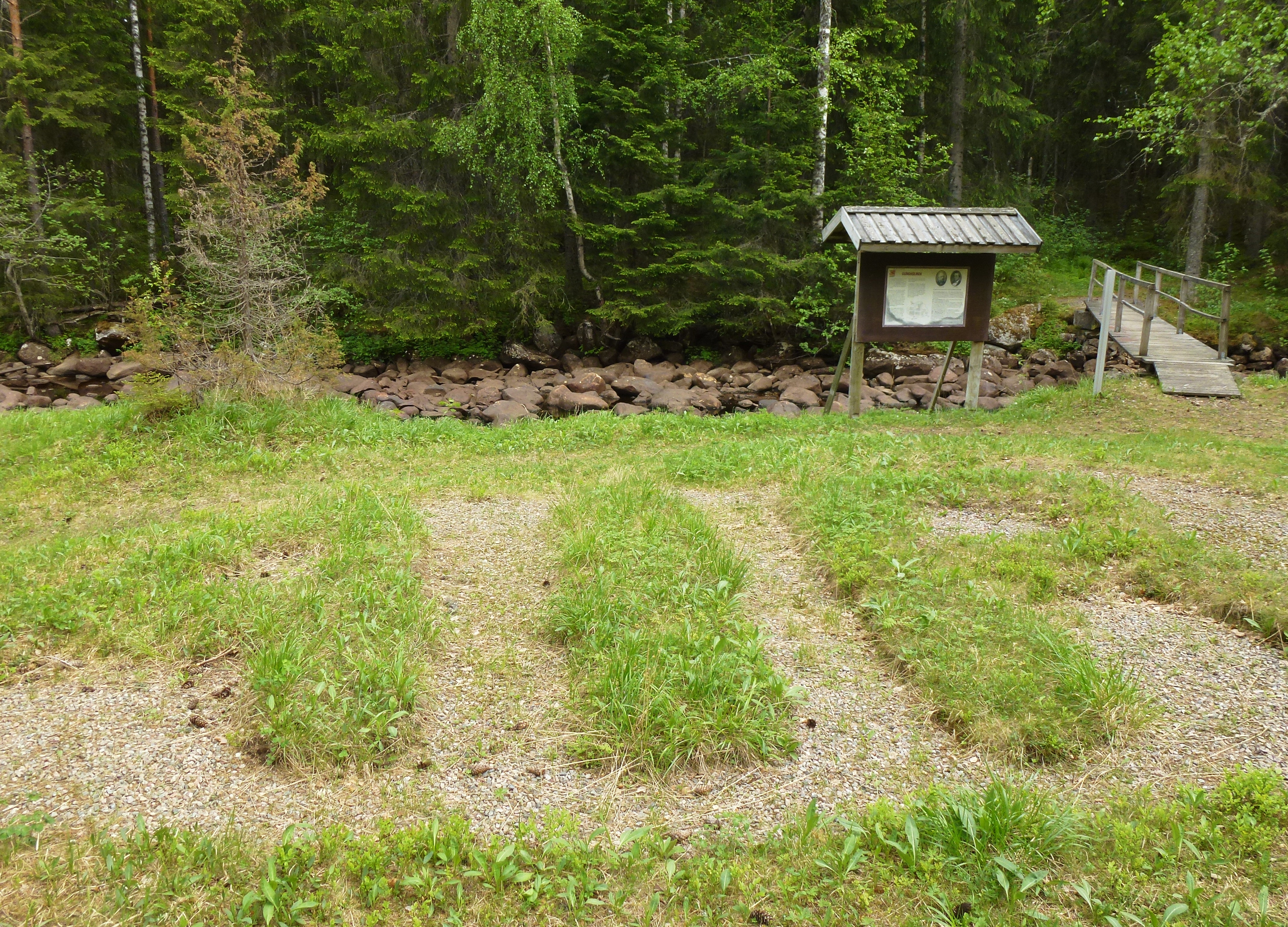
"AIR" för Augusta Jacobia Roth
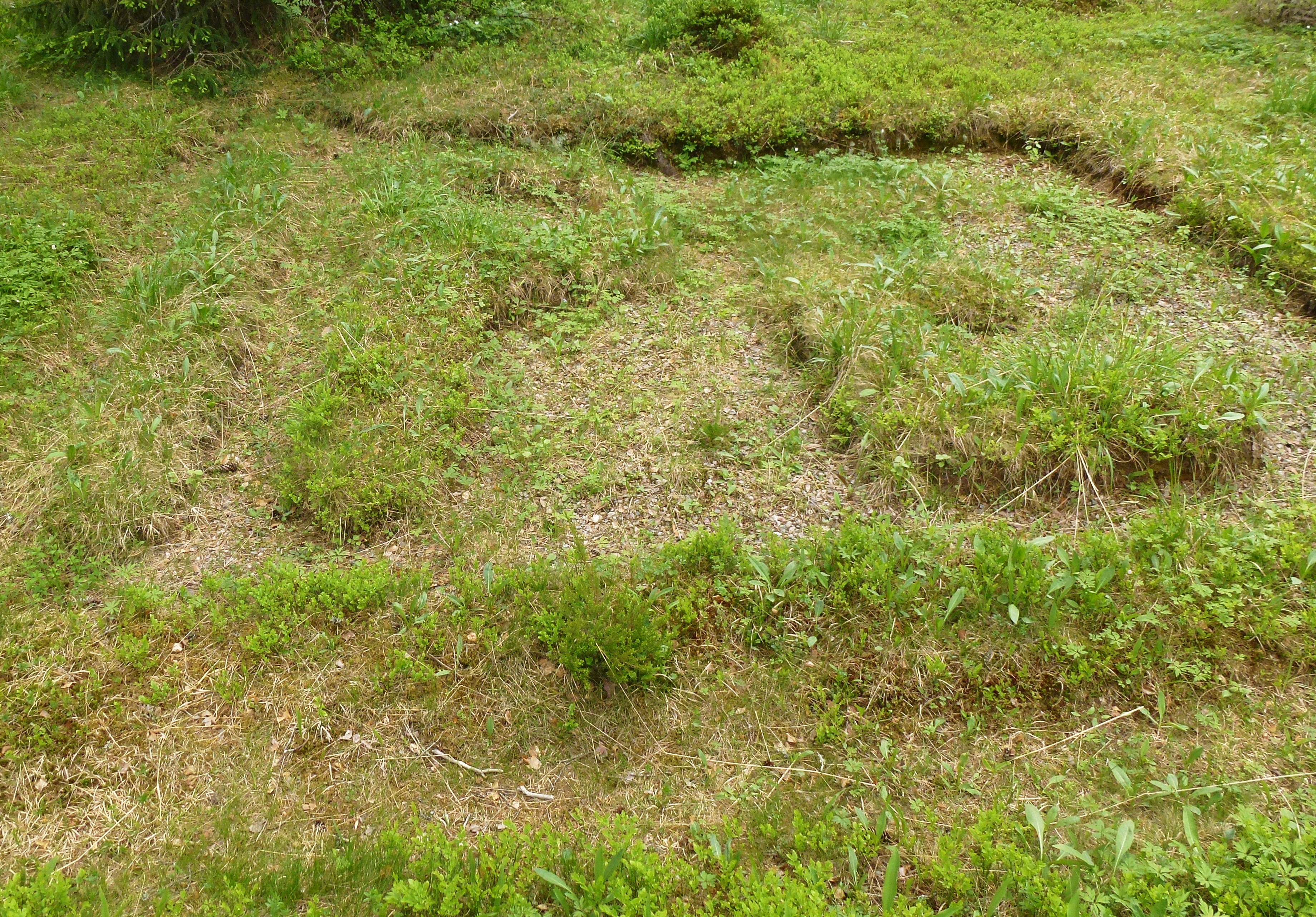
"IPE" för Jan Petter Ekman